# Йонеяма Ацусі
Йонеяма Ацусі (яп. 米山 篤志, нар. 20 листопада 1976, Тотіґі —) — японський футболіст, що грав на позиції захисника.

## Клубна кар'єра
Грав за команду Токіо Верді, Кавасакі Фронтале, Нагоя Грампус, Тотіґі.

## Виступи за збірну
Дебютував 2000 року в офіційних матчах у складі національної збірної Японії. У формі головної команди країни зіграв 1 матч.

## Статистика
Статистика виступів у національній збірній.
| Збірна Японії | Збірна Японії | Збірна Японії |
| Роки          | Ігри          | голи          |
| ------------- | ------------- | ------------- |
| 2000          | 1             | 0             |
| Усього        | 1             | 0             |